# Run for Money
Run For Money (逃走中, Tōsōchū) est une émission de jeu japonaise diffusée depuis le 26 avril 2004 sur les télévisions japonaises. Elle est aussi diffusée sur la chaîne Mangas en France. Le jeu s'inspire du jeu du chat et du cache-cache.

## Principes
Les candidats doivent tenir pendant une durée déterminée, minimum 90 minutes (1h30), en fuyant des hommes en costard et lunettes de soleil, appelé les « traqueurs » en français (ou Hantā en japonais et Hunter en anglais). Chaque seconde, les coureurs gagnent 100 yens (plus selon les épisodes et le temps) tout en se cachant. Ils recevront des missions, les avantageant ou non. Cependant, si les traqueurs les voient, une course poursuite commence et les gains du coureur tombent à 0 s'il est touché et éliminé.

### Mission de préparation
Les coureurs se trouvent devant les boîtes des traqueurs. Selon les épisodes, il y a une mission de préparation pour savoir s'ils auront ou non le temps. Souvent, le candidat qui passe à son tour sur l'une de ses missions est le plus proche du traqueur, donc le plus vulnérable s'ils sont libérés.de courir.

#### Les chaînes
Chacun leur tour, les coureurs doivent choisir une chaîne et la retirer. L'une d'entre elles est liée à une plaque en bois empêchant les traqueurs de sortir de leur boîte. Si un d'entre eux tire la chaîne en question, la plaque en bois est retirée, les traqueurs sortent de leur boîte et le jeu commence. Si la chaîne n'est cependant pas retirée et que tout le monde est passée, les coureurs ont une minute pour se préparer.

#### Le dé
Chacun leur tour, les coureurs doivent lancer un dé à 6 faces. Ce dé affiche la face 2 à 6 et remplace le 1 par un œil. Les boîtes sont éloignées d'environ 25 mètres, et dès que quelqu'un lance le dé, le chiffre montre combien les boîtes s'avancent des joueurs. Si le dé affiche l’œil, les traqueurs sont alors libérés et le jeu commence. Mais si les boîtes atteignent la partie "Clear", alors les coureurs ont une minute pour se préparer. 

### Missions
Les missions peuvent avantager les coureurs, comment augmenter la cagnotte, avoir des objets permettant d'empêcher les traqueurs de les avoir voir les enlever directement. Mais certaines missions désavantages les coureurs. La cagnotte peut être mis à 0 pour tout le monde mais la mission peut libérer des traqueurs, voir des centaines. 

### Abandon
Si un joueur souhaite abandonner, il y a des téléphones à plusieurs endroits. Il doit appeler via une cabine et attendre un moment. Puis, il n'a qu'à demander et il repart avec le montant de la cagnotte. Certaines fois, cette acte libère un traqueur.

## Adaptation
Il n'existe pas d'adaptation en France. Cependant, une adaptation aux Etats-Unis du nom de Cha$e a pu voir le jour. Elle était diffusée du 11 novembre au 16 décembre 2008 et était présentée par Trey Farley.

## Produits dérivés

### Jeu de société
Un jeu de société a vu le jour en 2011.

### Jeux-vidéo
- 2012 : Tousouchuu - Shijou Saikyou no HunterTachi Kara Nigekire (Nintendo 3DS)
- 2015 : Chou Tousouchuu Atsumare! Saikyou no Tousousha-tachi (Nintendo 3DS)
- 2018 : Chou Tousouchuu Atsumare! Saikyou no Tousousha-tachi (Nintendo Switch)
- 2024 : Run for Money: The Great Mission (Nintendo Switch)
- 2024 : Fortnite (collaboration avec Run for Money, durée limitée)

### Série d'animation
- 2023 : Run for Money: The Great Mission (Toei Animation)[2]

### Film
- 2024 : Run for Money, the Movie: Tokyo Mission (Toei)